# Dirk Braunleder
Dirk Braunleder (República Federal Alemana, 11 de marzo de 1957) es un nadador alemán retirado especializado en pruebas de estilo libre, donde consiguió ser subcampeón mundial en 1975 en los 4x100 metros estilo libre.

## Carrera deportiva
En el Campeonato Mundial de Natación de 1975 celebrado en Cali (Colombia), ganó la medalla de plata en los relevos de 4x100 metros estilo libre, con un tiempo de 3:29.55 segundos, tras Estados Unidos (oro con 3:24.85 segundos que fue récord del mundo) y por delante de Italia (bronce con 3:31.85 segundos).